# Canon antichar Type 94 37 mm
Pour les articles homonymes, voir Canon de 37 mm.
Le canon antichar Type 94 37 mm (en japonais : 九四式三十七粍速射砲, Kyūyon-shiki sanjyūnana-miri sokushahō) est un canon antichar développé par l'Armée impériale japonaise qui fut utilisé au cours de la guerre sino-japonaise, des conflits frontaliers soviéto-japonais et lors de la Seconde Guerre mondiale.
La version du chasseur bimoteur Kawasaki Ki-45 KAIb est équipé de ce canon qui chargé manuellement a une cadence de tir de deux coups par minute.

## Source
- (en) Cet article est partiellement ou en totalité issu de l’article de Wikipédia en anglais intitulé « Type 94 37 mm Anti-Tank Gun » (voir la liste des auteurs).